# 돌맨나무타기쥐
돌맨나무타기쥐(Prionomys batesi)는 붉은숲쥐과에 속하는 설치류의 일종이다. 돌맨나무타기쥐속(Prionomys)의 유일종이다. 중앙아프리카에서 발견되는 잘 알려지지 않은 설치류로 1910년에 발견되었다.

## 분포 및 서식지
돌맨나무타기쥐는 3개 나라에서 4곳, 카메룬 비테와 오발라, 중앙아프리카공화국 라 마보케, 콩고민주공화국 오즈잘라의 모식산지만이 기록되어 있다. 전세계 박물관에서 전체 23점의 표본이 알려져 있다.